# Banogne-Recouvrance
Banogne-Recouvrance ist eine französische Gemeinde mit 163 Einwohnern (Stand: 1. Januar 2022) im Département Ardennes in der Region Grand Est (bis 2015: Champagne-Ardenne). Sie gehört zum Arrondissement Rethel, zum Kanton Château-Porcien sowie zum Gemeindeverband Pays Rethélois.

## Geographie
Umgeben wird Banogne-Recouvrance von den Nachbargemeinden Saint-Quentin-le-Petit im Nordwesten, Hannogne-Saint-Rémy im Norden, Saint-Fergeux im Osten, Condé-lès-Herpy im Südosten, Saint-Germainmont im Süden sowie Le Thour im Südwesten.

## Geschichte
In den letzten Kriegswochen des Jahres 1918 war das Dorf Schauplatz heftiger Kämpfe an der Hindenburglinie. Am 25. Oktober 1918 eroberte die französische Armee die Hundingstellung, den letzten Abschnitt zwischen Saint-Quentin und dem Tal der Aisne. Von den 125 Häusern des Ortes standen nach den Kämpfen nur noch zehn. Das Dorf und die Kirche wurden in den 1920er Jahren wieder aufgebaut.

## Bevölkerungsentwicklung
| Jahr                       | 1962 | 1968 | 1975 | 1982 | 1990 | 1999 | 2006 | 2011 | 2018 |
| Einwohner                  | 265  | 216  | 194  | 166  | 128  | 139  | 157  | 164  | 159  |
| Quellen: Cassini und INSEE |      |      |      |      |      |      |      |      |      |

## Sehenswürdigkeiten

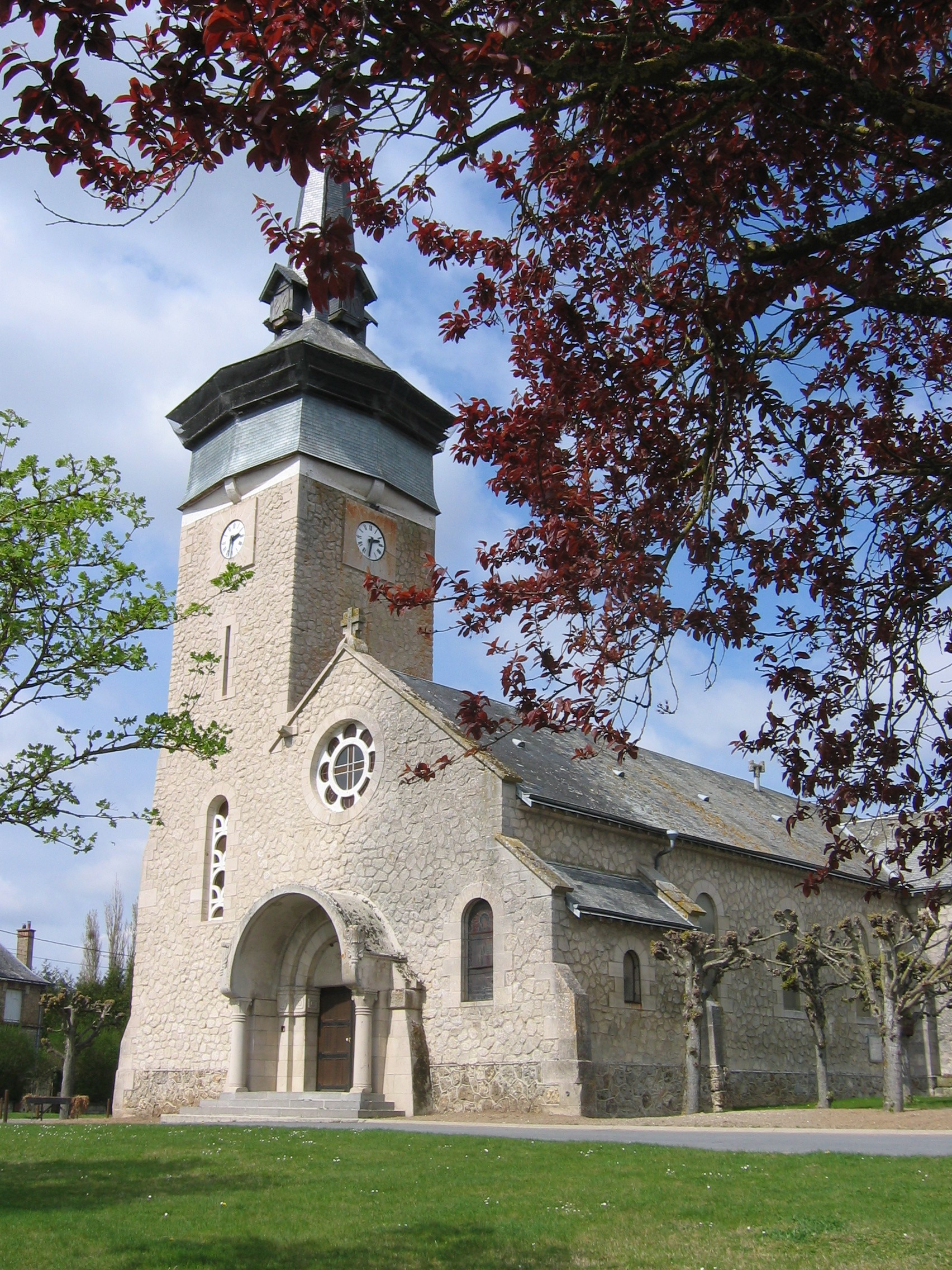
Kirche Saint-Simon

- Kirche Saint-Simon